# Baglung

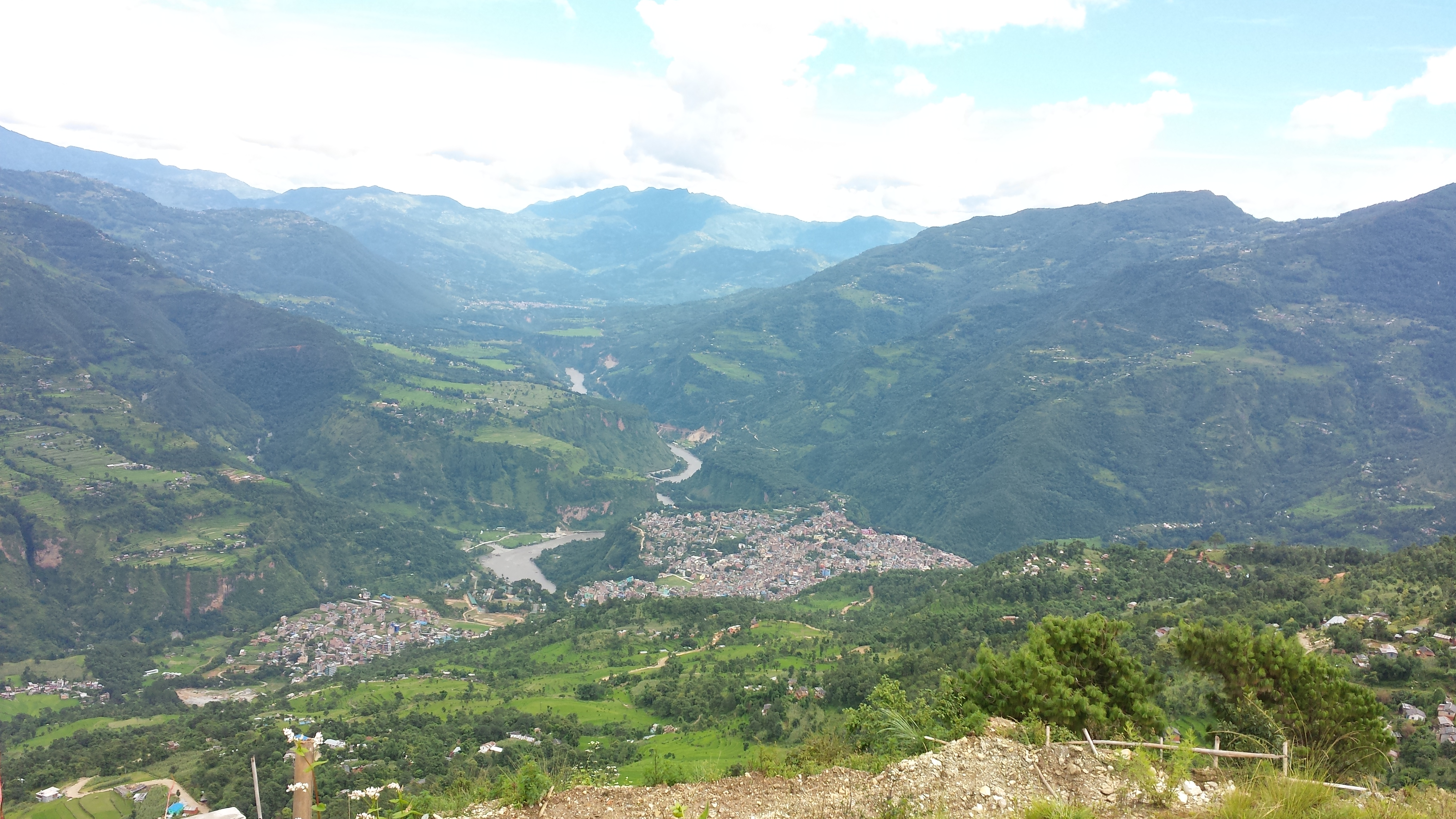
Vista de Baglung de uma colina próxima.

Baglung é uma cidade do Nepal, localizada a uma altitude de 1 020 metros, a 275 km oeste de Catmandu.
É a sede do distrito de Baglung e também a sede da zona de Dhawalagiri.